# ジャス・オボーン
ジャスティン・オボーン（Justin Oborn、1971年10月30日 - ）は、イギリスのミュージシャン。ドーセット出身のストーナーロック/ドゥームメタルバンド、エレクトリック・ウィザード のリードボーカル、ギタリスト、作詞家を務め、1993年にバンドの共同設立者でもある。エレクトリック・ウィザード結成前は、ドゥーム・メタルバンド、ロード・オブ・プトゥリファクションのメンバーであり、バンド名は後にThy Grief Eternal 、そしてEternalに改名した。

## 来歴
1988年、ロード・オブ・プトレアクションを結成。2枚のデモを録音した後、バンド名をThy Grief Eternalに変更し、「On Blackened Wings」のデモを録音した。その後、バンドは単にEternalとして知られるようになり、「Lucifer's Children」のデモを録音した後、解散した。1993年、オボーンはエレクトリック・ウィザードを結成以来、バンドのフロントマンを務めている。1995年以降、彼らは9枚のアルバムをリリースしている。
2003年初頭、ティム・バグショウとマーク・グリーニングがバンドを脱退し、オボーンが唯一の創設メンバーとなった。同年後半、オボーンはバンドの新メンバーを集め、妻のリズ・バッキンガムをセカンド・ギタリストとして迎えた。彼女はそれ以来バンドに残っており、エレクトリック・ウィザードの最近のリリースでは、彼女と2人でギターを担当している。

## 私生活
2003年にエレクトリック・ウィザードに加入したバンド仲間のリズ・バッキンガムと結婚している。

## ディスコグラフィ
- 1989 – Necromantic demo
- 1991 – Wings Over a Black Funeral demo
- 1992 – On Blackened Wings demo
- 1993 – Lucifer's Children demo
The above were later included on the compilation Pre-Electric Wizard 1989–1994
- 1995 – Electric Wizard
- 1996 – Demon Lung
- 1997 – Come My Fanatics...
- 1997 – Chrono.Naut
- 1998 – Supercoven
- 2000 – Dopethrone
- 2002 – Let Us Prey
- 2004 – We Live
- 2007 – Witchcult Today
- 2008 – The House on the Borderland
- 2008 – The Processean
- 2010 – Black Masses
- 2014 – Time to Die
- 2017 – Wizard Bloody Wizard[4]